# 黄河 (威斯康星河支流)

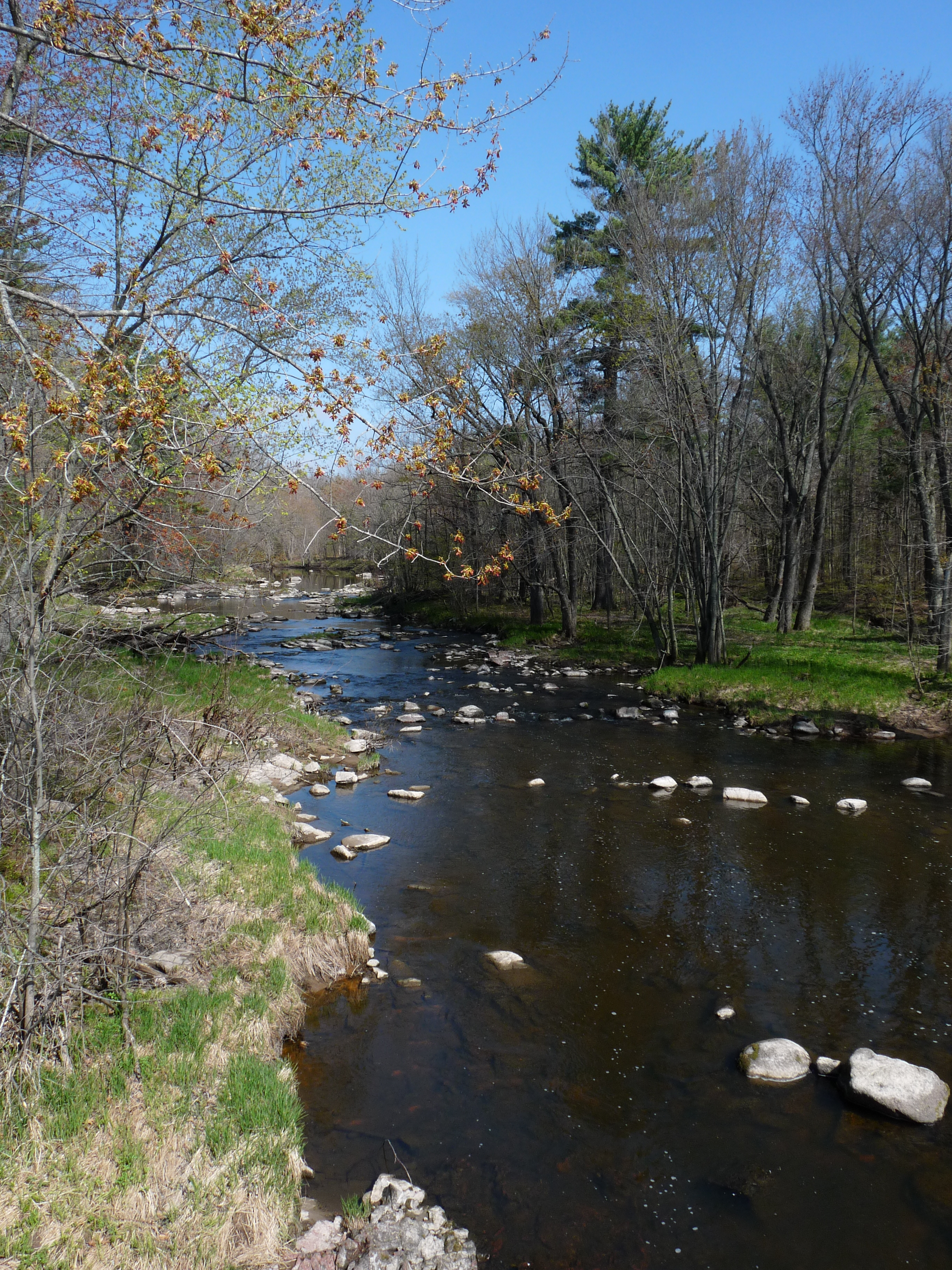
伍德县北部，4月春季洪水过后黄河上游

黄河（Yellow River）是美国密西西比河支流威斯康星河的支流，位于美国威斯康星州境内。黄河起源自克拉克县东部，流经伍德县。